# Most Pulteney
Pulteney Bridge – kamienny most łukowy złożony z trzech przęseł,
położony nad rzeką Avon w mieście Bath w południowo-zachodniej Anglii. Został wybudowany w 1773 roku według projektu szkockiego architekta Roberta Adama. Most Pulteney jest jednym z czterech mostów na świecie, które są zabudowane z obu stron na całej swojej rozpiętości. Na zabudowę mostu składają się kramy i sklepiki.

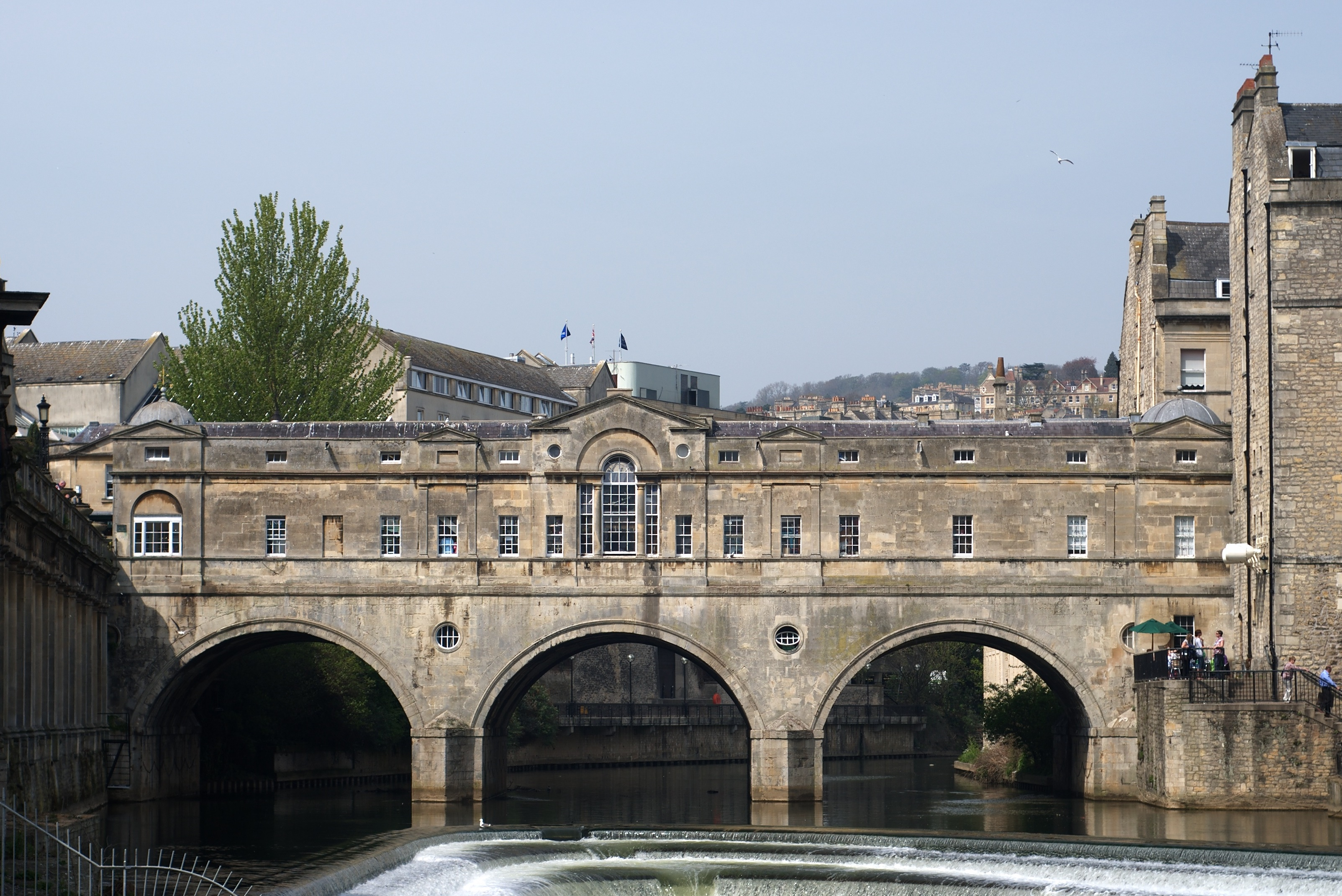
Pulteney Bridge, widok od strony południowej

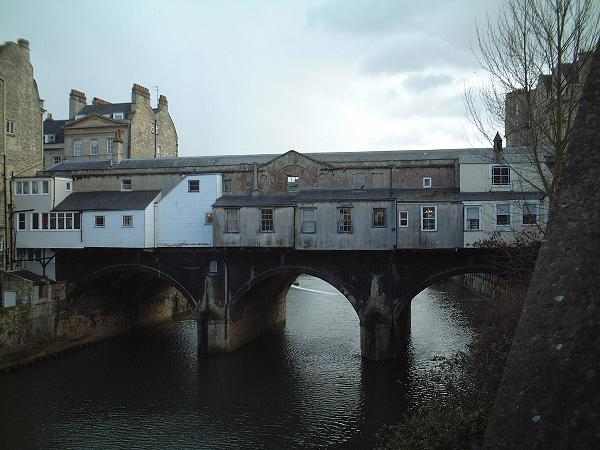
Pulteney Bridge, widok od strony północnej

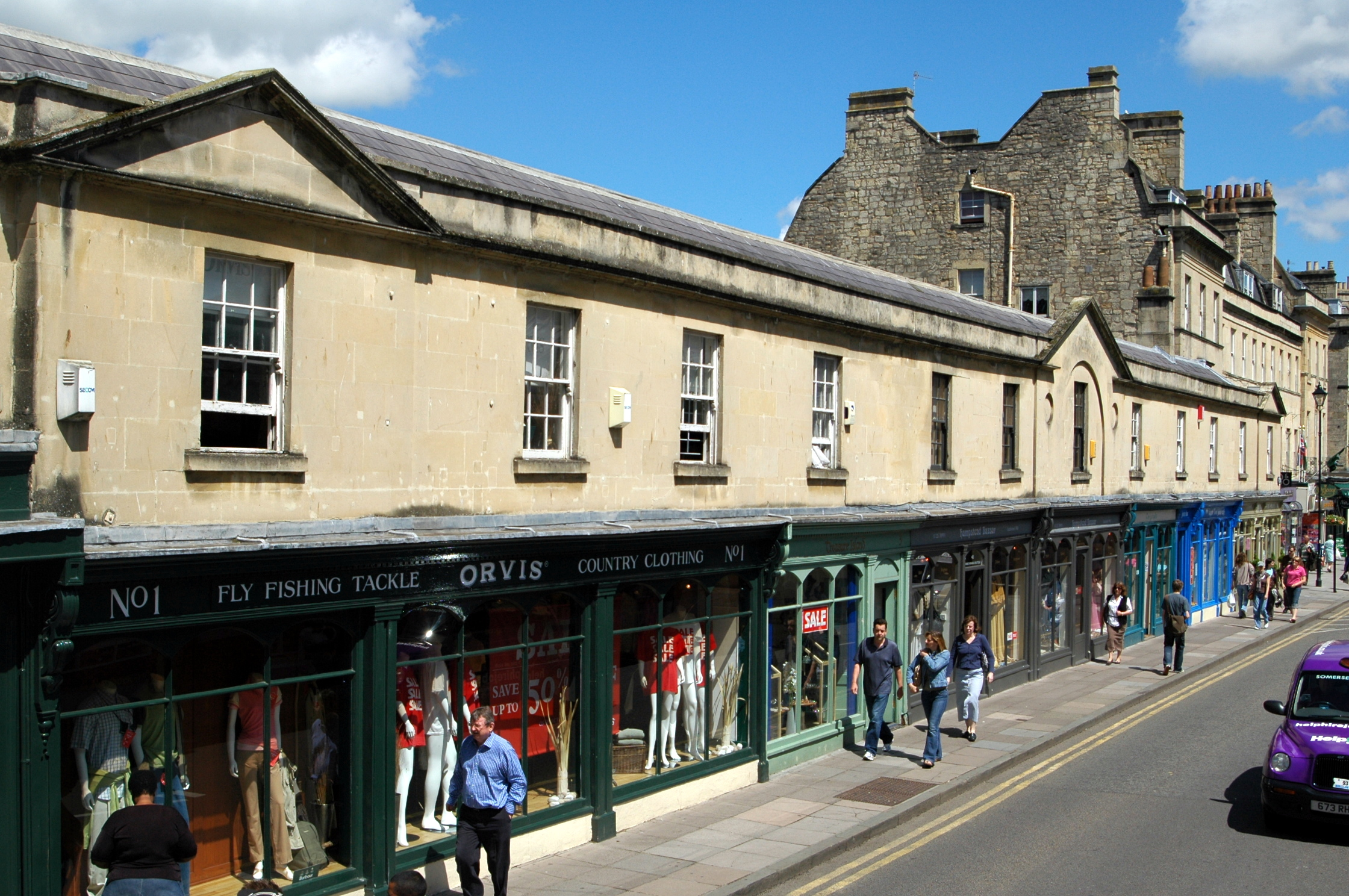
Sklepy na Pulteney Bridge

Nazwa mostu pochodzi od Lady Frances Pulteney, dziedziczki posiadłości Bathwick leżącej naprzeciw miasta Bath, po drugiej stronie rzeki Avon. Mąż pani Pulteney, William, planował wykorzystać posesję do wybudowania nowego miasteczka po drugiej stronie rzeki, jako przedmieścia dla miasta Bath, ale potrzebował do tego budowli łączącej brzegi rzeki, dlatego zlecił budowę mostu znanemu architektowi Robertowi Adamowi. Adam stworzył gustowną przeprawę w stylu włoskich mostów Ponte Vecchio czy Ponte di Rialto, które miał okazję zwiedzać podczas swoich podróży po Italii.
Wygląd mostu był zmieniany wielokrotnie od roku 1792. W 1936 roku podjęto prace restauratorskie, które w 1951 przywróciły most do pierwotnego wyglądu. Kolejne prace miały miejsce w roku 1975. Pulteney Bridge jest jednym z najbardziej znanych zabytków w Bath. W 2009 roku powstały plany stworzenia strefy ruchu pieszego na moście i, co za tym idzie, zakazu wjazdu dla samochodów.